# 길다 래드너
길다 래드너(영어: Gilda Radner, 1946년 6월 28일 ~ 1989년 5월 20일)는 미국의 코메디언, 배우이다. NBC 스케치 코미디쇼 《새터데이 나이트 라이브》(SNL)의 최초 멤버 7인 중 한 명이다.

## 출연 작품
- 허니문 소동 (1986)
- 우먼 인 레드 (1984)
- 행키 팽키 (1982)
- 퍼스트 패밀리(영어판) (1980)
- 길다 리브 (1980)
- 러틀스 (1978)
- 새터데이 나잇 라이브 (1975)
- 마지막 지령 (1973)